# 彩虹橋國家紀念區
彩虹橋國家紀念區（英語：Rainbow Bridge National Monument）是位於美國猶他州南部格倫峽谷國家旅遊度假區的一個國家紀念區。彩虹橋或被人稱為世界最高的天然橋樑。彩虹橋底部到拱頂高88米，橫跨小溪河道84米。拱頂厚13米，寬10米。彩虹橋是猶他州南部的著名觀光景點之一，1910年5月30日，塔夫脫總統宣布彩虹橋為國家紀念區。